# La Vernaz

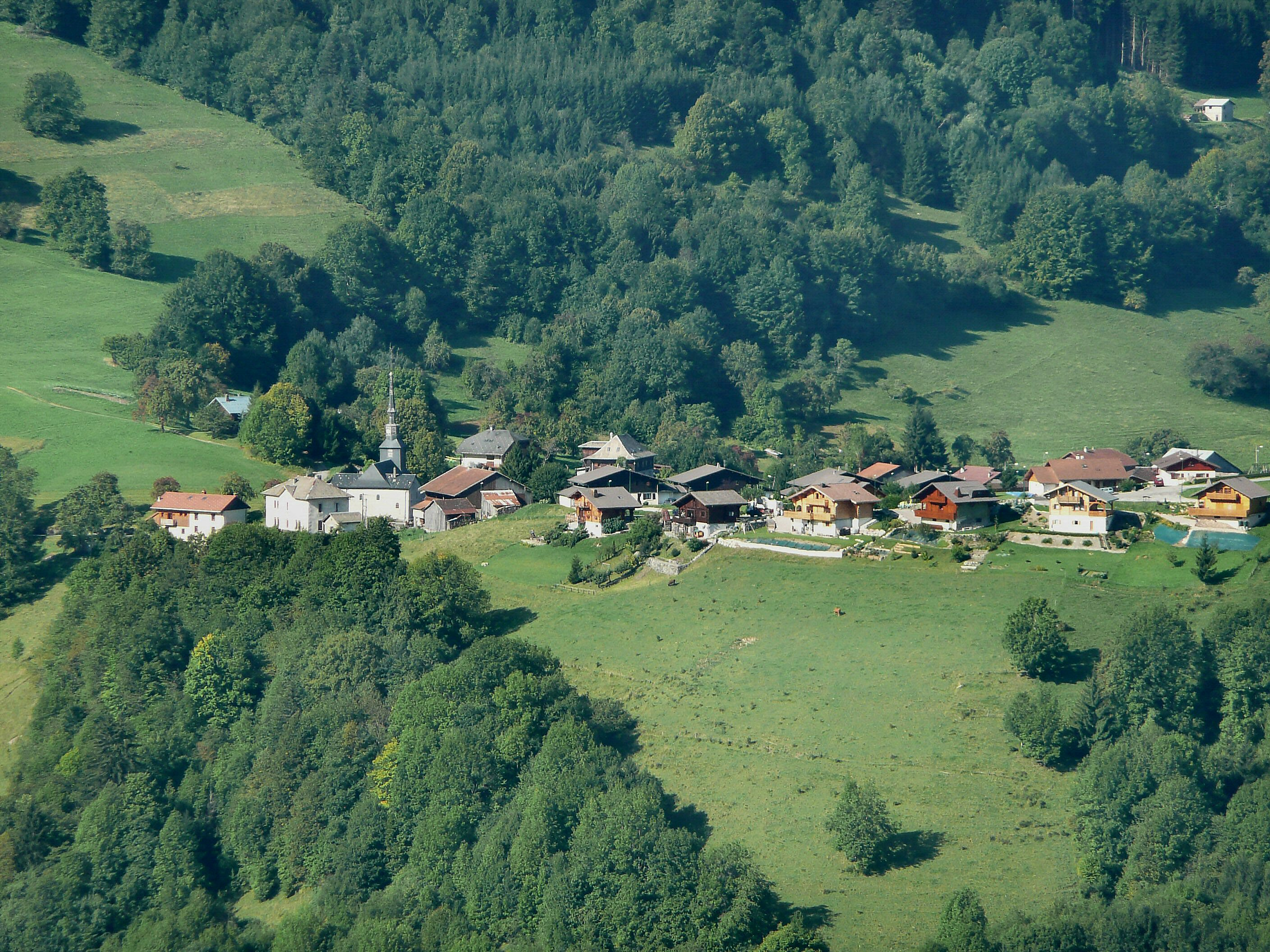
La Vernaz

La Vernaz là một xã trong tỉnh Haute-Savoie thuộc vùng Auvergne-Rhône-Alpes đông nam Pháp.